# スリーボンド
株式会社 スリーボンド（ThreeBond Co.,Ltd.）は、東京都八王子市に本社を置く、接着剤などのケミカル商品を開発製造する企業である。
グループ会社の経営管理・経営指導、共通業務の集約などを担うスリーボンドグループの持株会社「株式会社スリーボンドホールディングス」の所在地は東京都渋谷区恵比寿。

## 概要
創業者の鵜久森税が、1955年（昭和30年）に東京都江東区で「東京スリーボンド」を創業する。創業から数年間は、自動車エンジン用液状ガスケットの製造が中心であったが、やがて工業用接着剤の製造に移行する。現在の製品は多岐にわたり、接着剤、シール剤、ロック剤、防錆潤滑油など工業用化学商品を手がけている。放熱シリコン接着剤も製造している。
分社化経営を行っており、全国に15の支店と27の専売店がある。専売店は各々が株式会社として独立した経営を行っているが、その株式の殆どは同社が保有している。海外に関しては北中米圏、南米圏、欧州圏、中華圏、アジア圏など世界中のエリアに拠点を持っている。
研究機関は神奈川県相模原市に、東京本社、岡山県、埼玉県に分散していた研究開発拠点を集約した研究所を建設。2012年6月より稼働。敷地は主力工場の一つであるスリーボンドファインケミカル敷地内の約2万6000平方メートルに立地している。世界戦略上の中心としての活動拠点となる。
週末夜21時前のテレビ朝日のANNニュースの後に放送されていた関東ローカルの天気予報「あすの空もよう」のスポンサーを2009年初期頃まで長年務めたことで知られる。

## 生産体制
関連工場は全部で2社（国内）。接着剤・シール剤を生産しているのはスリーボンドファインケミカル株式会社であり、橋本工場と岡山工場の2拠点。
他の1社はボルトやプラグ、ナットなどに接着剤を加工するスリーボンドワークス株式会社であり、
館林工場、昭島工場、犬山工場、加東工場と北九州工場の5拠点。

## スポーツ支援活動

### モータースポーツ
2000年より全日本F3選手権に、日産のエンジンをベースに、東名エンジンが開発・設計を行い、梅田チューニングショップで部品の設計・製造を行う体制で参戦を開始（ドライバーは土屋武士）。F3というカテゴリーを選んだのは、「若手育成カテゴリーでかつ世界共通のルールで行われておりイメージが良い」という理由からだという。
2011年には安田裕信のドライブで全日本F3のチームチャンピオンを獲得。2012年はイギリスF3に参戦を開始する一方で、全日本F3への参戦を休止した。
2017年より、道上龍率いる「DRAGO CORSE」と組む形で6年ぶりに全日本F3に復帰、2019シーズンは2台体制で参戦する。
2012年からはスーパー耐久・ST-GT3クラスに日産・GT-Rで参戦するKONDO Racingのメインスポンサーも務めていた。また、2018年からは、SUPER GT（GT300クラス)のModulo Dorago CORSEへのスポンサードを実施している。
2019年10月、全日本F3選手権が同年で開催終了するのに合わせ、一度はF3へのエンジン供給の形での活動を終了することを発表したが、全日本F3の後進である全日本スーパーフォーミュラ・ライツ選手権に参戦するアルビレックスレーシングチームが2020年よりスリーボンド（東名）エンジンを使用することになり、一転して活動継続となっている。またDRAGO CORSEとの関係は継続し、2020年よりスーパーフォーミュラにスポンサーとして参入する。
2023年、ThreeBond Racingの名を復活させ、株式会社スリーボンドが母体となってチームを統括し、新体制でスーパーフォーミュラに参戦する。

### ゴルフ
現在の所属選手は4名。
台湾のシニアプロ選手・陳志忠とは30年以上の契約を続けている。
韓国の女子プロ選手・申ジエと2013年にサブスポンサー契約を結び、2015年より正式に所属プロとして契約している。
また、2019年シーズンより、安田彩乃、宮田成華との所属契約を締結し、若手プロゴルファーの支援にも注力してる。

### 野球部

#### 硬式
1960年代から90年代初頭にかけて、八王子市を拠点に活動しており、プロ野球で盗塁王2回の岡嶋博治監督の下で都市対抗野球にも出場し、1985年にはベスト8まで進出するがその後休部した。この時は当時の日本ハムファイターズに似たオレンジの派手なユニフォームであった。メンバーであった沖泰司が日本ハム、清水義之が大洋に入団した。創業者の出身地である愛媛出身の選手も多かった。

#### 軟式
現在活動中の野球部であり、全国大会にも度々出場する強豪チームである。

#### その他
八王子市の2つの市営球場の命名権を取得し、八王子市民球場を「スリーボンドスタジアム八王子」、上柚木公園野球場を「スリーボンドベースボールパーク上柚木」としている。